# Palmas de Monte Alto
Palmas de Monte Alto là một đô thị thuộc bang Bahia, Brasil. Đô thị này có diện tích 2789,417 km², dân số năm 2007 là 19823 người, mật độ 7,1 người/km².